# Павловка Вторая (Харьковская область)
Павловка Вторая (укр. Павлівка Друга) — село,
Павловский Второй сельский совет,
Лозовский район,
Харьковская область.
Код КОАТУУ — 6323984501. Население по переписи 2001 года составляет 237 (118/119 м/ж) человек.
Является административным центром Павловского Второго сельского совета, в который, кроме того, входят сёла
Бакшаровка,
Зеленый Гай и
Новоселовка.

## Географическое положение
Село Павловка Вторая находится на левом берегу реки Берека,
выше по течению на расстоянии в 2 км расположено село Лозовское (Первомайский район),
ниже по течению примыкает к селу Бакшаровка.
Река в этом месте сильно заболочена, образует лиманы и озёра.

## История
- 1787 — основано как село Замятино.
- 1865 — переименовано в село Павловка Вторая.

## Экономика
- Кооператив «Павловский».

## Объекты социальной сферы
- Школа.
- Фельдшерский-акушерский пункт.
- Клуб.
- Библиотека.

## Достопримечательности
- Братская могила советских воинов.
- Обелиск Олекса Десняка — украинский советский писатель, погиб 25 мая 1942 года в селе Павловка Вторая.
- Остатки Слободской крепости Украинской линии.